# Kaspar Kittel
Pour les articles homonymes, voir Kittel (homonymie).
Kaspar Kittel est un compositeur allemand, né à Lauenstein en 1603 et mort à Dresde le 9 octobre 1639.

## Biographie
Il est actif comme professeur de chant à la cour de l'électeur de Dresde après avoir étudié la musique dans le nord de l'Italie.

## Œuvres
En 1638, il publie ses Arias & Cantates, ce qui constitue la seconde collection imprimée de chants en allemand dans le style de Giulio Caccini et de Jacopo Peri.